# Kozlivka, Kazanka
Kozlivka (în ucraineană Козлівка) este un sat în comuna Mîhailivka din raionul Kazanka, regiunea Mîkolaiiv, Ucraina.

## Demografie
Componența lingvistică a localității Kozlivka
     Ucraineană (91,67%)
     Rusă (5,56%)
     Belarusă (2,78%)
Conform recensământului din 2001, majoritatea populației localității Kozlivka era vorbitoare de ucraineană (91,67%), existând în minoritate și vorbitori de rusă (5,56%) și belarusă (2,78%).